# Enerstena Group
Enerstena Group (лит. Enerstenos grupė) — литовська міжнародна холдингова компанія зі штаб-квартирою у Каунасі, яка об'єднує підприємства машинобудівної та енергетичної галузей з представництвами в країнах Європи.

## Історія[1]
Компанія «Enerstena» заснована 2 квітня 2002 року. У 2013 році придбано компанії Termotechnika» та «Elinta VS», після чого компанію перейменовано на «Enerstena VS». 2014 року розпочато експорт продукції на ринки Європи. 2 лютого 2015 року засновано холдингову компанію «Enerstena Group». Того ж року відкрито представництва компанії в Латвії, Україні та Естонії, а також засновано дочірню компанію «Enerstenos gamyba». У 2016 році засновано дочірню компанію «Enerstenos projektavimas» та придбано фінську «Nakkila Boilers».

## Структура[2]
- Виробничі підрозділи
  - Завод технологічного обладнання для біопаливних котлів (Каунас)
  - Паливна лабораторія (Каунас)
  - Проектувальний підрозділ (Каунас)
- Дочірні компанії
  - Termotechnika
  - Elinta VS
  - Enerstenos gamyba
  - Enerstenos projektavimas
  - Nakkila Boilers (Фінляндія)
- Закордонні представництва
  - SIA «Enerstena Latvija»
  - ТОВ «Енерстена Україна»
  - OÜ «Enerstena Eesti»

## Напрямки діяльності
- Проектування, виробництво і устаткування побутового та промислового енергообладнання, яке працює на біопаливі;
- Сервісне обслуговування енергообладнання на біопаливі;
- Виробництво та реалізація біопалива.